# مکارود (کلاردشت)
مکارود، روستایی است از توابع بخش مرکزی شهرستان کلاردشت در استان مازندران.

## جمعیت
این روستا در شهرستان کلاردشت قرار دارد و براساس سرشماری مرکز آمار ایران در سال ۱۳۹۵، جمعیت آن ۹۳۰ نفر (۳۱۳خانوار) بوده‌است. مردم مکارود از قومیت طبری هستند. مردم مکارود به زبان طبری و گویش کلارستاقی سخن می‌گویند.